# Консьна-Дольна
Консьна-Дольна (пол. Kąśna Dolna) — село в Польщі, у гміні Ценжковиці Тарновського повіту Малопольського воєводства.
Населення — 766 осіб (2011).

## Демографія
Демографічна структура станом на 31 березня 2011 року:
|          | Загалом | Допрацездатний вік | Працездатний вік | Постпрацездатний вік |
| -------- | ------- | ------------------ | ---------------- | -------------------- |
| Чоловіки | 376     | 85                 | 256              | 35                   |
| Жінки    | 390     | 95                 | 221              | 74                   |
| Разом    | 766     | 180                | 477              | 109                  |